# Roccacaramanico
Roccacaramanico ist eine Fraktion der italienischen Gemeinde Sant’Eufemia a Maiella in der Provinz Pescara.

## Geografie
Das gesamte Territorium der Fraktion liegt innerhalb der Grenzen des Nationalparks Majella. Die Ortschaft liegt rund 30 km von Sulmona und etwa 50 km von Chieti entfernt.

## Geschichte
Die Geschichte von Roccacaramanico beginnt im Jahr 875. Damals wurde das Kloster von Casauria gegründet, welches der Abtei unterstand. Die Geschichte der Fraktion ist eng mit jener von Caramanico Terme verknüpft. Auch der Name von Roccacaramanico ist dem von Caramanico Terme abgeleitet.

## Sehenswürdigkeiten
Die Kirche Santa Maria delle Grazie in Roccacaramanico ist eine der Sehenswürdigkeiten in Roccacaramanico. Die Statue der Madonna delle Grazie steht in der Kirche.

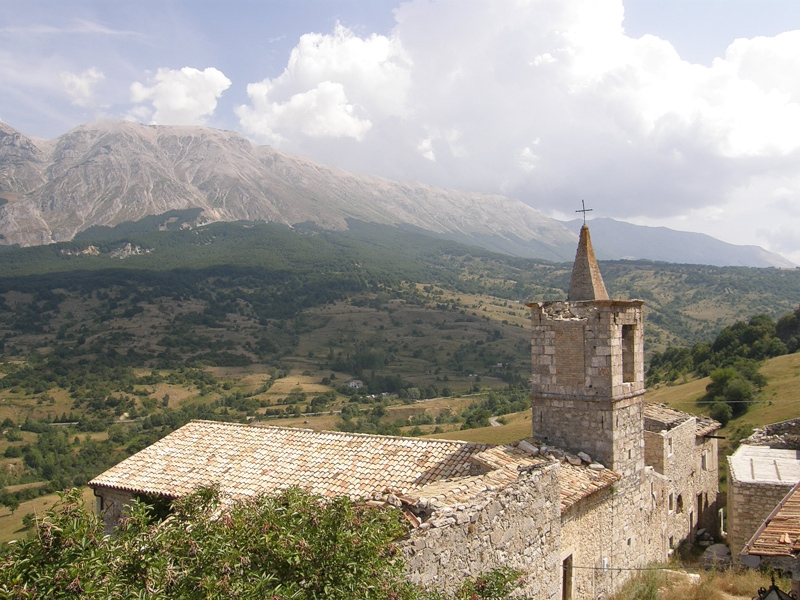
Kirche Santa Maria delle Grazie mit dem Majella-Massiv
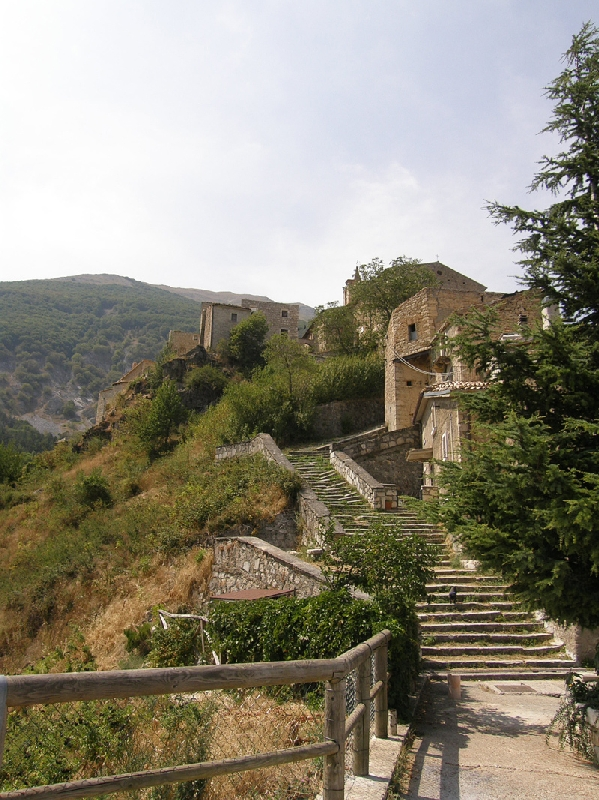
Zugangsweg
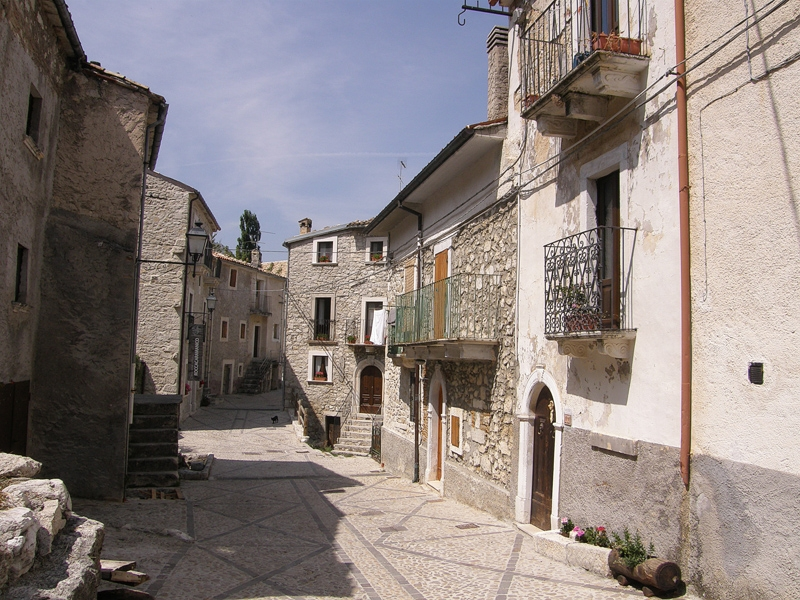
Historischer Ortskern
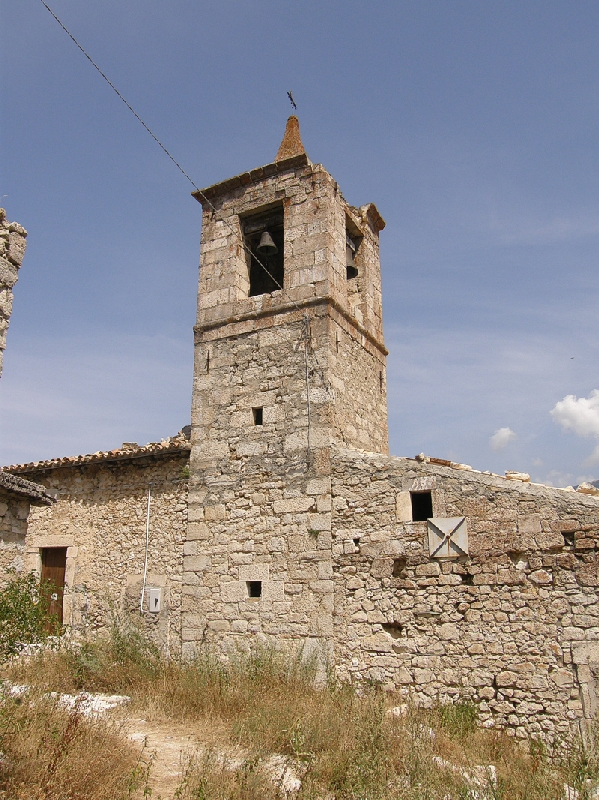
Campanile der Ortskirche